# Porta Lavernalis

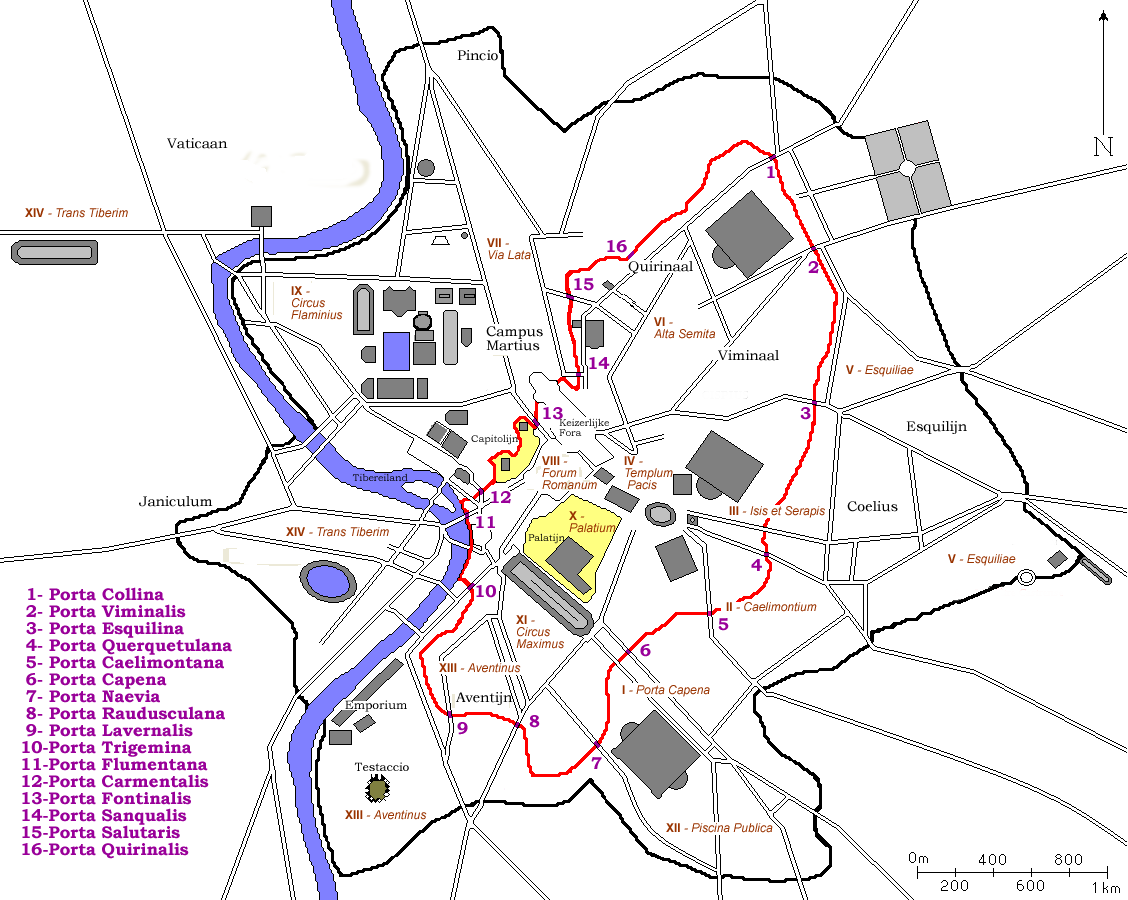
De Servische Muur met de stadspoorten

De Porta Lavernalis was een stadspoort in de Muur van Servius Tullius in het Oude Rome.
De poort stond op de heuvel Aventijn. De poort ontleende zijn naam aan het Laverna bos, dat net buiten de muur lag. Door de poort liep in de oudheid een weg die de Vicus Armilustri verbond met de Via Ostiensis. Deze weg komt overeen met de moderne Via di Porta Lavernale. De poort lag vermoedelijk direct ten oosten van het Bastione di Sangallo uit de 15e eeuw. Er zijn geen restanten van teruggevonden.
Porta Collina · Porta Viminalis · Porta Esquilina · Porta Querquetulana · Porta Caelimontana · Porta Capena · Porta Naevia · Porta Raudusculana · Porta Lavernalis · Porta Trigemina · Porta Flumentana · Porta Carmentalis · Porta Fontinalis · Porta Sanqualis · Porta Salutaris · Porta Quirinalis